# Gărdăneasa, Mehedinți
Gărdăneasa este un sat în comuna Ponoarele din județul Mehedinți, Oltenia, România.